# Woodbury (Minnesota)
Pour les articles homonymes, voir Woodbury.
Woodbury est une ville de l'État du Minnesota, située dans le comté de Washington. La ville est située à l'est de Saint Paul. Sa population s’élevait à 75 102 habitants lors du recensement de 2020, estimée à 78 561 habitants en 2016.

## Géographie
D'après le Bureau de recensement des États-Unis, la ville avait une superficie totale de 92,2 km2, dont 90,6 de terre et 1,6 d’eau. Woodbury est faite principalement de hautes terres entre les vallées du Mississippi et de la St. Croix River. À l'époque de la fondation de Woodbury, le territoire était essentiellement une forêt, mais a été converti en fermes. Plus récemment, des centres commerciaux ont été construits sur les terres précédemment utilisées pour l'agriculture. 

## Démographie
| Groupe            | Woodbury | Minnesota | États-Unis |
| ----------------- | -------- | --------- | ---------- |
| Blancs            | 81,4     | 85,3      | 72,4       |
| Asiatiques        | 9,1      | 4,0       | 4,8        |
| Afro-Américains   | 5,6      | 5,2       | 12,6       |
| Métis             | 2,5      | 2,4       | 2,9        |
| Autres            | 1,0      | 2,0       | 6,4        |
| Amérindiens       | 0,3      | 1,1       | 0,9        |
| Total             | 100      | 100       | 100        |
|                   |          |           |            |
| Latino-Américains | 3,8      | 4,7       | 16,7       |

Selon l'American Community Survey, pour la période 2011-2015, 85,56 % de la population âgée de plus de 5 ans déclare parler anglais à la maison, alors que 3,39 % déclare parler l'espagnol, 2,32 % une langue chinoise, 1,99 % une langue africaine, 0,71 % une langue hmong, 0,59 % le vietnamien, 0,51 % l'ourdou et 4,94 % une autre langue.